# François-Charles de Velbrück
Franz Karl von Velbrück, connu en français sous le nom de François Charles de Velbrück, né le 11 juin 1719 au château de Garath, près de Düsseldorf et mort le 30 avril 1784 au château de Heks, près de Tongres (Belgique), est prince-évêque de Liège du 16 février 1772 à 1784.

## Biographie
En 1735, Velbrück est pourvu d’une prébende de chanoine-tréfoncier à la cathédrale Saint-Lambert de Liège. Un an plus tard, il est reçu au Chapitre par procuration. Il est nommé archidiacre de Hesbaye, puis officier du Scel des Grâces en 1756.
Un an plus tard, il est chargé d’une mission diplomatique à la cour de Vienne. En 1759, il devient grand maître du palais et Premier ministre de Jean-Théodore de Bavière, qui tenait à Liège une cour fastueuse. Il est en outre pourvu d’une prébende de chanoine à la cathédrale de Munster en 1757 et en 1765, il reçoit de Louis XV la commende de l’abbaye royale de Saint-Nicolas de Cheminon, en Champagne. Ce parcours exceptionnel sur le plan diplomatique et ecclésiastique en fit le seul personnage capable de devenir le nouveau prince-évêque de Liège lors des élections de 1772. Il assumera cette tâche jusqu’en 1784. 
Son règne voit naître de multiples initiatives sociales, artistiques et intellectuelles. Ce « despote éclairé » réceptif aux idées progressistes naissantes des dernières décennies de l'Ancien Régime tente d’introduire les Lumières dans la principauté de Liège. Mais par manque d’argent ou de pouvoir, ses projets n’aboutissent pas toujours. Il règne dans la Principauté à cette époque une certaine léthargie et une vision étroite qui freinent un réel progrès. 
Ses tentatives pour combattre les problèmes de société comme la pauvreté ou les inégalités de classe sont nombreuses mais ne parviennent pas à modifier réellement des situations déplorables. Il entreprend des changements dans de multiples secteurs, dont celui de la santé publique avec la création de l'Hôpital général Saint-Léonard, centre d'accueil et d’assistance pour les nécessiteux ; d’un cours gratuit de l'art de l'accoucheur ; d’établissements destinés à combattre les maladies dévastatrices au sein de son peuple. 

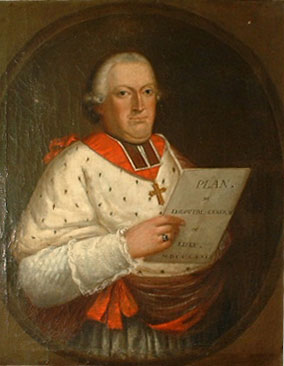
François-Charles de Velbrück

Velbrück réforme également l'éducation en la rendant accessible à tous par la création des Écoles de charité, gratuites pour les enfants pauvres, et d’un Plan d'Éducation pour la Jeunesse du Pays de Liège. Chargé d'exécuter le décret de suppression de la Compagnie de Jésus à Liège (en 1773), il confie leur collège à son clergé qui en fait un séminaire en 1786.  Il modernise l'instruction en y donnant une plus grande place aux sciences physiques et mathématiques, aux sciences humaines, etc., qui fourniront aux élèves des outils objectifs aiguisant leur jugement critique. Il a en outre le projet de réaliser une grande bibliothèque publique. 
L’action de Velbrück, grand protecteur des artistes, est essentielle dans la renaissance des arts au pays de Liège. Il lance en 1774 l’exécution d’une Académie publique de peinture, sculpture et gravure. Sa protection des idées des Lumières ont eu comme conséquence qu'il fut plus tard considéré comme ayant été initié lui-même à la franc-maçonnerie. Les preuves pouvant confirmer cette appartenance manquent toutefois. Dwelshauwers-Dery, lui-même Vénérable de La Parfaite Intelligence et l'Etoile Réunies à Liège a écrit dans son Histoire de la Franc-Maçonnerie à Liège : Après avoir fouillé nombre d'archives inconnues jusqu'ici, je n'ai trouvé aucune preuve que le Prince de Velbrück ait été franc-maçon. Depuis, de telles preuves n'ont pas surgi,. Néanmoins, le site officiel du Grand Orient l'admet comme maçon célèbre .
Enfin, son œuvre la plus marquante fut la fondation en 1779 de la Société littéraire de Liège et de la Société libre d'émulation, lieu de rencontre de l’intelligentsia liégeoise en contact avec des sociétés savantes d’autres pays, dont les activités multiples furent entre autres la présentation des œuvres des poètes, des artistes et des découvertes des scientifiques. 
Son mausolée restauré se trouve depuis le 15 juin 2000 dans le cloître de la cathédrale Saint-Paul de Liège. L'épitaphe y témoigne de la grande estime du peuple de Liège à son égard. Contrairement à ceux de ses prédécesseurs, son corps ne fut pas jeté à la fosse commune et son mausolée ne fut pas détruit lors de la révolution liégeoise.

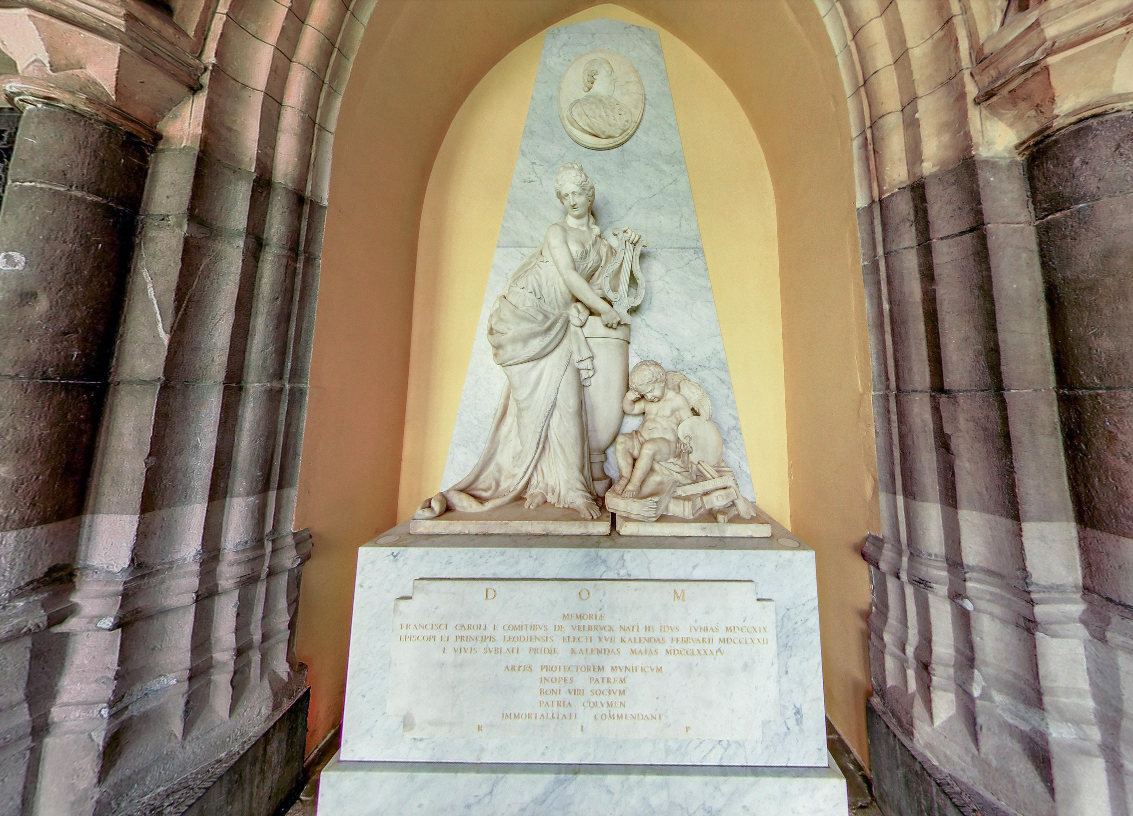
Mausolée de François-Charles de Velbruck- Cloitre de la Cathédrale Saint-Paul de Liège

Le peuple fut instruit par ses soins, ses bienfaits,

Il accueillit les arts, avança leurs progrès,

A l'Emulation ouvrit un sanctuaire,

En fut le protecteur et le dieu tutélaire.

Bon, affable et humain, Velbrück fut à la fois

Un Auguste, un Mécène au milieu des Liégeois

#### Monographie
- Jean Christian Ophoven, Continuation du Recueil héraldique des Seigneurs bourgmestres de Liége, S. Bourguignon, 1783, p. 207
- A. Cordier, Histoire de l'Ordre Maçonnique en Belgique, Mons, 1854
- Joseph Daris, Histoire du diocèse et de la principauté de Liége (1724-1852), t. I, Liège, Ve Verhoven-Debeur, 1868, 442 p. (lire en ligne), « La principauté et le diocèse sous François-Charles de Velbrück », p. 261-336
- Reynier, Éloge de feu Son Altesse Célcissime Monseigneur François-Charles des comtes de Velbruck, 1785
- J. de Theux, Le chapitre de Saint-Lambert, Bruxelles, 1872
- J. Kuntziger, Essai historique sur la propagande des Encyclopédistes Français en Belgique au XVIIIe siècle, Bruxelles, Hayez, 1879
- Dwelshauwers-Dery, Histoire de la Franc-Maçonnerie à Liège avant 1820, Bruxelles, 1879
- Henri Francotte, La propagande des Encyclopédistes français au Pays de Liège, Bruxelles, Hayez, 1880
- Jules Helbig, Éloge académique du Prince de Velbruck, 1881
- Paul Duchaine, La Franc-Maçonnerie Belge au XVIIIe siècle, Bruxelles, 1911
- Bertrand Van der Schelden, La franc-maçonnerie belge sous le régime autrichien, Louvain, 1923
- Georges de Froidcourt, François Charles, Comte de Velbruck. Prince-évêque de Liège, Franc-maçon., Liège, Protin et Vuidar, 1936
- Georges de Froidcourt (tirage limité à 301 exemplaires dont 300 sur vélin anglais), Velbrück prince-évêque philosophe, Liège, Gothier et fils, 1948, 83 p., in-8°
- Un siècle de franc-maçonnerie dans nos régions, 1740-1840  (Catalogue d'exposition), Bruxelles, Caisse générale d'épargne et de retraite, 1983, 231 p.

#### Articles
- « Les restes du prince-évêque de Velbruck », Chronique archéologique du pays de Liège, t. XXIX, no 4,‎ octobre-décembre 1938, p. 5-9 (lire en ligne)
- « Le mausolée de Velbruck », Chronique archéologique du pays de Liège, t. XXX, no 1,‎ janvier-mars 1939, p. 12-14 (lire en ligne)
- « Expositions. Musée d’Ansembourg. « François-Charles de Velbrück, prince-évêque de Liège » », Chroniques d'archéologie et d'histoire du pays de Liège, t. I, nos 14-15,‎ avril-septembre 2001, p. 106-107 (lire en ligne)
- Ulysse Capitaine, « Aperçu historique sur la Franc-Maçonnerie à Liège avant 1830 », Bulletin de l'institut archéologique liégeois, Liège, t. I,‎ 1852-1853, p. 406-436 (ISSN 0776-1260, lire en ligne)
- Georges de Froidcourt, « Les portraits de Velbruck. », Bulletin de la société royale Le Vieux-Liège, t. III, no 85,‎ 1949, p. 411-429 (ISSN 0776-1309)
- Georges de Froidcourt, « François-Charles, comte de Velbruck, prince-évêque de Liège, franc-maçon (note complémentaire). », Bulletin de la société royale Le Vieux-Liège, t. IV, no 98,‎ 1952, p. 150-154 (ISSN 0776-1309)
- Georges de Froidcourt, « À propos de Velbruck. », Bulletin de la société royale Le Vieux-Liège, t. V, no 122,‎ 1958, p. 296-300 (ISSN 0776-1309)
- Armand Delhaes, « Translation des cendres de François-Charles de Velbruck. », Bulletin de la société royale Le Vieux-Liège, t. II, no 55,‎ 1939, p. 392-393 (ISSN 0776-1309)
- J.-E. Demarteau, « Guillaume Evrard, sculpteur de S. A. Le Prince-Evêque de Velbruck (1709-1793). Notice », Bulletin de l'institut archéologique liégeois, Liège, t. XXI,‎ 1888, p. 137-158 (ISSN 0776-1260, lire en ligne)
- Lambert Grailet, « Les descendants présumés de Velbruck. », Bulletin de la société royale Le Vieux-Liège, t. XII, no 250,‎ 1990, p. 109-123 (ISSN 0776-1309)
- Lambert Grailet, « Les descendants présumés de Velbruck : le dossier iconographique. », Bulletin de la société royale Le Vieux-Liège, t. XII, no 252,‎ 1991, p. 177-179 (ISSN 0776-1309)
- Paul Harsin, « Velbruck, le prince, l'évêque », La Terre wallonne,‎ mai 1929, p. 70
- Paul Harsin, « Velbruck, sa carrière politique et son élection à l'épiscopat liégeois », La Vie wallonne,‎ 1924-1925
- Daniel Jozic, « Lettres de François-Charles de Velbruck, prince-évêque de Liège, à Claude-Étienne Darget, son ministre à Paris (1773-1778)(1e partie) », Annuaire d'Histoire Liégeoise, t. XV, no 39,‎ 1974, p. 1-126, article no 176 (ISSN 0304-0771, OCLC 183358507)
- Daniel Jozic, « Lettres de François-Charles de Velbruck, prince-évêque de Liège, à Claude-Étienne Darget, son ministre à Paris (1773-1778)(2e partie) », Annuaire d'Histoire Liégeoise, t. XVI, no 40,‎ 1975, p. 1-150, article no 179 (ISSN 0304-0771, OCLC 183358507)
- Daniel Jozic, « Lettres de François-Charles de Velbruck, prince-évêque de Liège, à Claude-Étienne Darget, son ministre à Paris (1773-1778)(3e partie) », Annuaire d'Histoire Liégeoise, t. XVIII, no 42,‎ 1977, p. 1-156, article no 182 (ISSN 0304-0771, OCLC 183358507)
- Joseph Mossay, « Deux lettres inédites de Velbruck », Chronique archéologique du pays de Liège, t. X, no 4,‎ août-septembre 1919, p. 43-48 (lire en ligne)
- Daphné, Parthoens, « La politique intérieure du prince-évêque François-Charles de Velbrück (1772-1784) », Annuaire d'Histoire Liégeoise, t. XXXIV, no 58,‎ 2004, p. 1-174, article no 234 (ISSN 0304-0771, OCLC 183358507)
- Jean Puraye, « Le prince-évêque François-Charles de Velbruck au château de Seraing. », Bulletin de la société royale Le Vieux-Liège, t. VI, no 138,‎ 1962, p. 173-190 (ISSN 0776-1309)